# Marc Gilbert
Gilbert Marc (Marc Gilbert) Lévy (Straatsburg, 24 april 1934 - Étretat 6 november 1982) was een Franse journalist, televisieproducent en presentator.
Gilbert groeide op als zoon van een paardenkoopman en makelaar in Ringendorf en Duppigheim in de Elzas. Zijn ouders bezaten paardenstallen in het centrum van Straatsburg die tezamen met hun overige bezittingen gedurende de Tweede Wereldoorlog door de nazi's zijn geroofd. De familie vlucht naar respectievelijk Saumur en Lyon en Marc weet in leven te blijven door twee jaar in  een  katholieke kostschool te Claveisolles te verblijven onder de schuilnaam Alfred Jost. 
Na de oorlog begon hij zijn loopbaan als journalist voor een Frans regionaal nieuwsblad Le Progrès. Later schreef hij onder meer voor de Amerikaanse  tijdschriften Reader's Digest en Life en het Franse Nouvel Observateur en Planète. 
Als televisiepresentator deed hij rechtstreeks verslag van de vlucht naar de maan van de Apollo 13. Ook werkte hij als televisiepresentator en -producent van 1966 tot en met 1975 voor de Franse omroep ORTF. 
Tegen het einde van zijn leven, onderhield hij briefwisselingen met Helmut Sonnenfeldt en Henry Kissinger. Op 6 november 1982, overleed hij in Étretat. Hij is begraven op de begraafplaats van Ettendorf.